# Jeff Cohen
Jeffrey Bertan Cohen, J.D. (Jeffrey Bertan McMahon; 25 de junio de 1974) es un abogado estadounidense (socio fundador de Cohen & Gardner, LLP) y actor retirado de la actividad, popular por su papel de "Gordi" en la película de 1985 Los Goonies de Richard Donner.

## Filmografía

### Cine
| Año  | Título                          | Rol                    | Notas          |
| ---- | ------------------------------- | ---------------------- | -------------- |
| 1983 | Little Shots                    | Ralph                  | Película de TV |
| 1985 | Los Goonies                     | Lawrence "Chunk" Cohen |                |
| 1988 | Scooby-Doo and the Ghoul School | Grunt                  | Voz            |
| 1991 | Perfect Harmony                 | Ward                   | Película de TV |
| TBA  | Los Goonies 2                   | Lawrence "Chunk" Cohen | Sin estrenar   |

### Televisión
| Año       | Título                                 | Rol                    | Notas                                                     |
| --------- | -------------------------------------- | ---------------------- | --------------------------------------------------------- |
| 1983      | Tales from the Darkside                | Timmy Muldoon          | Episodio: "Trick or Treat" (Piloto)                       |
| 1983      | Webster                                | Dwight                 | Episodio: "A Question of Honor"                           |
| 1984      | Kids Incorporated                      | Webster Bendetti       | Episodio: "The Prankster"                                 |
| 1984      | The Facts of Life                      | Seymour Slavick        | Episodio: "The Summer of '84"                             |
| 1984 1987 | Family Ties                            | Dougie Barker Marv Jr. | Episodio: "4 Rms Ocn Vu" Episodio: "The Visit"            |
| 1985 1986 | Amazing Stories                        | Ralph Eddie            | Episodio: "Remote Control Man" Episodio: "Magic Saturday" |
| 1986      | Walt Disney's Wonderful World of Color | Max Baxter             | Episodio: "Ask Max"                                       |
| 1987      | She's the Sheriff                      | Percy                  | Episodio: "Child's Play"                                  |